# HD 14622
HD 14622 är en ensam stjärna belägen i den mellersta delen av stjärnbilden Andromeda. Den har en skenbar magnitud av ca 5,81 och är svagt synlig för blotta ögat där ljusföroreningar ej förekommer. Baserat på parallax enligt Gaia Data Release 2 på ca 20,9 mas, beräknas den befinna sig på ett avstånd på ca 156 ljusår (ca 48 parsek) från solen. Den rör sig närmare solen med en heliocentrisk radialhastighet på ca -35 km/s och beräknas komma inom ett avstånd av 96 ljusår från solen om ca 812 000 år.

## Egenskaper
HD 14622 är en vit till blå underjättestjärna av spektralklass F0 III-IV som har förbrukat förrådet av väte i dess kärna och är under utveckling till en jättestjärna. Den misstänks vara något variabel, men detta har inte slutgiltigt fastställts. Den har en massa som är ca 1,7 solmassor, en radie som är ca 1,9 solradier och har ca 8 gånger solens utstrålning av energi från dess fotosfär vid en genomsnittlig effektiv temperatur av ca 7 000 K.